# Radosław Baran
Pour les articles homonymes, voir Baran.
Radosław Baran, né le 5 novembre 1989 à Krotoszyn, est un lutteur libre polonais.

## Biographie
Radosław est le frère de Robert Baran, lui aussi lutteur.

## Palmarès
- Championnats d'Europe
  -  Médaille de bronze en 2021 (en moins de 97 kg)

- Championnats du monde militaire
  -  en 2013 et 2017
  -  en 2010 et 2014

- Championnats de Pologne
  -  Champion national en 2013 (en moins de 96 kg)
  -  troisième en 2010 (en moins de 96 kg)
  -  troisième en 2014 (en moins de 97 kg)